# گنگنباخ
شهر گنگنباخدر ایالت بادن-وورتمبرگ در کشور آلمان واقع شده‌است.

## نگارخانه

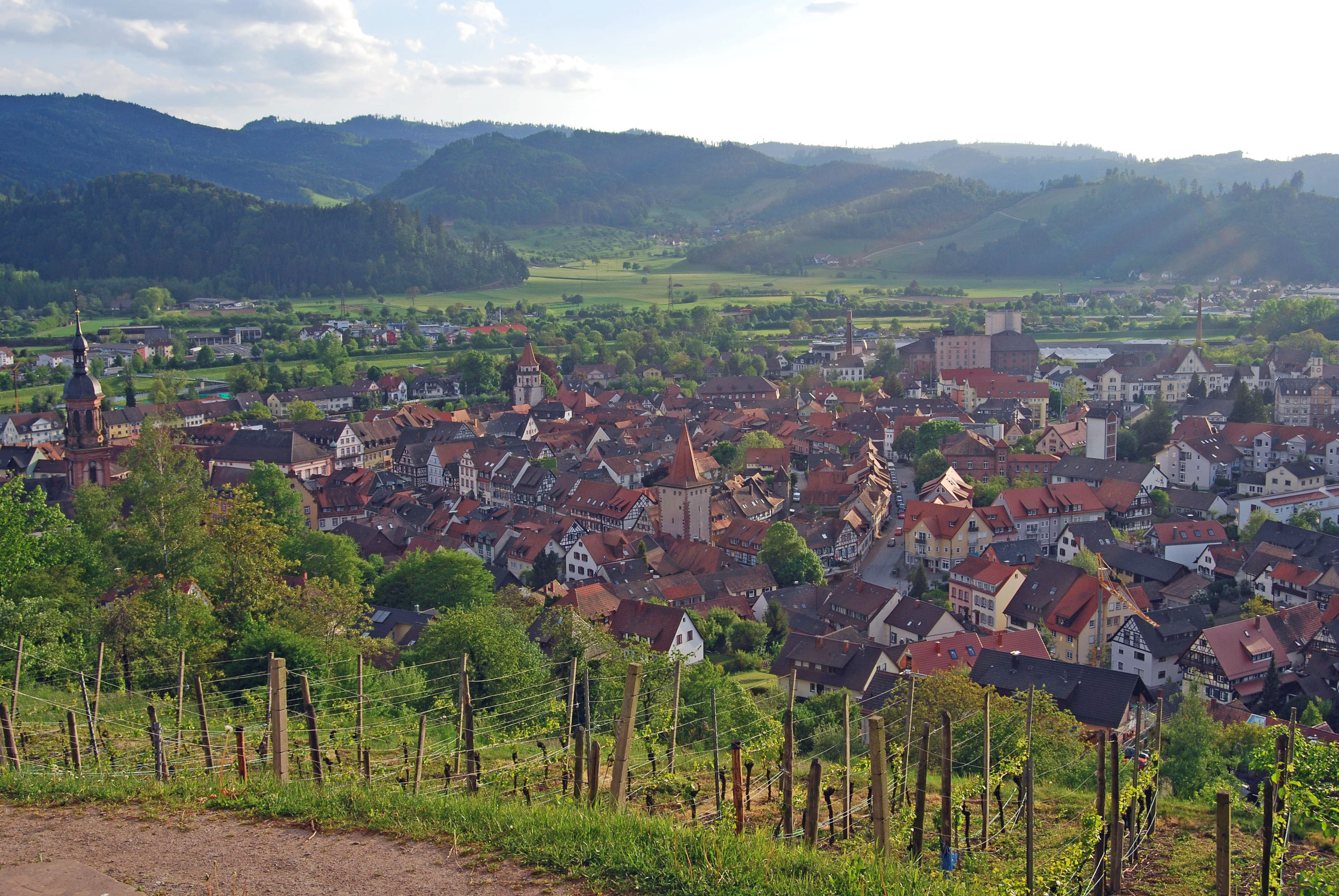
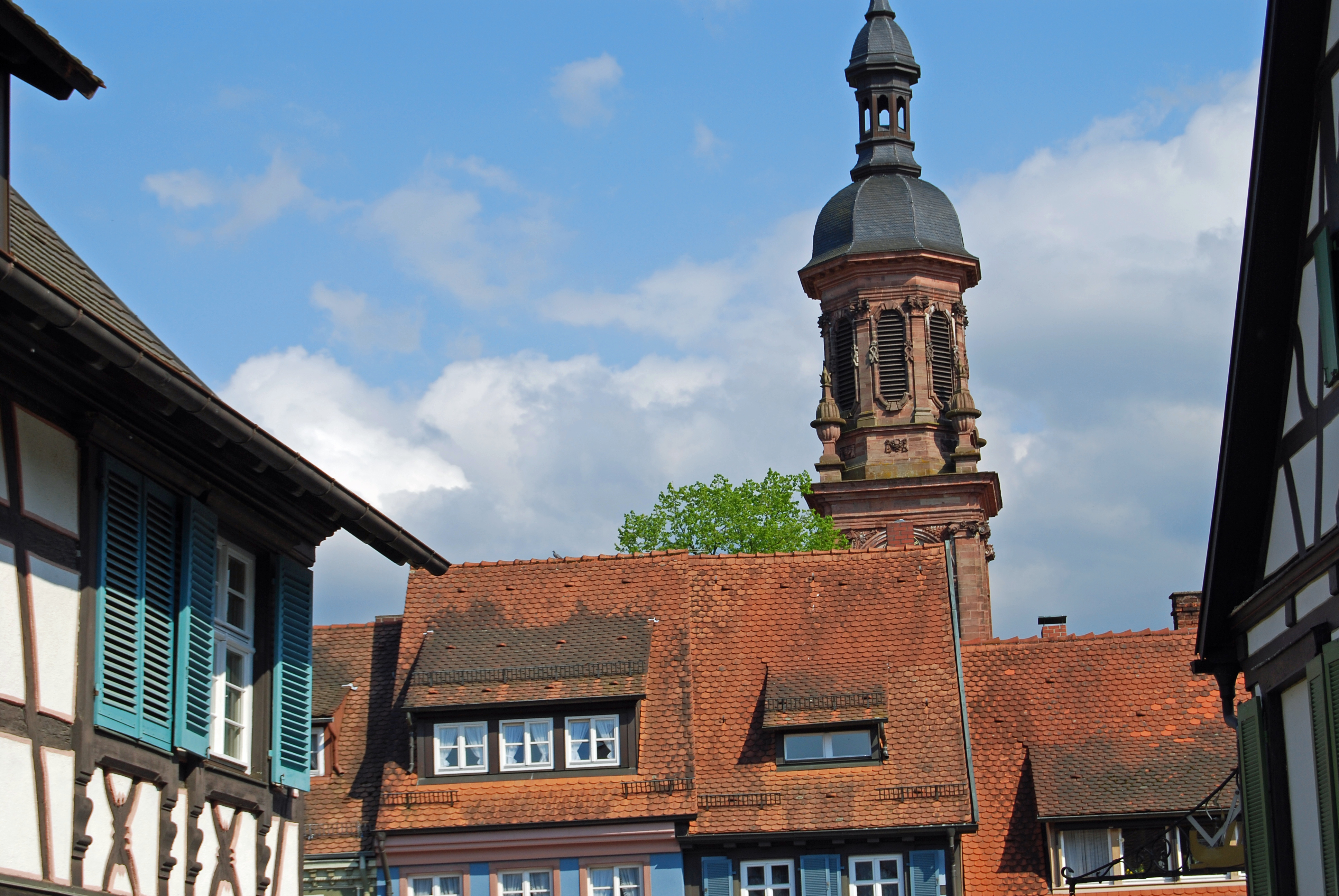
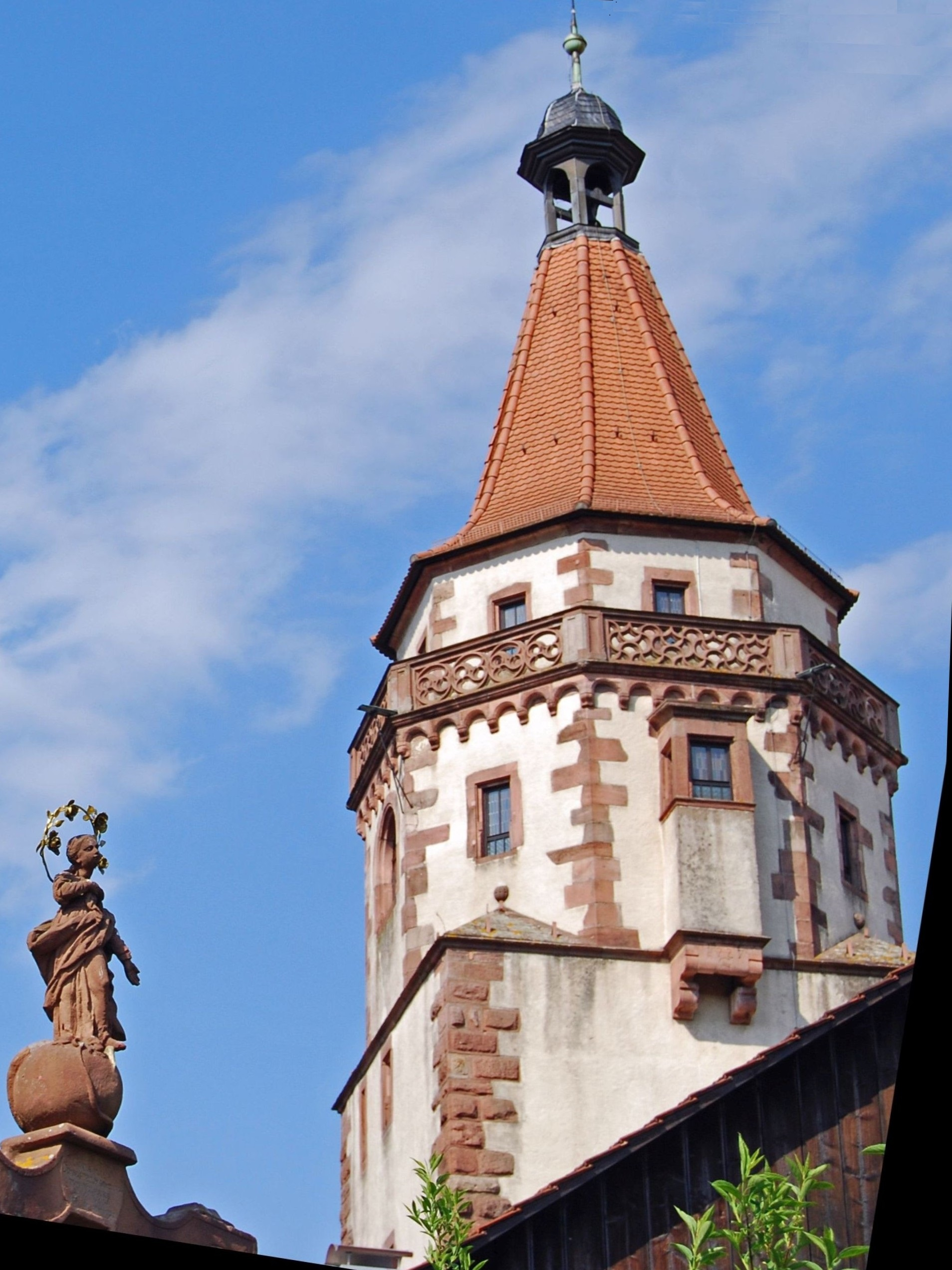
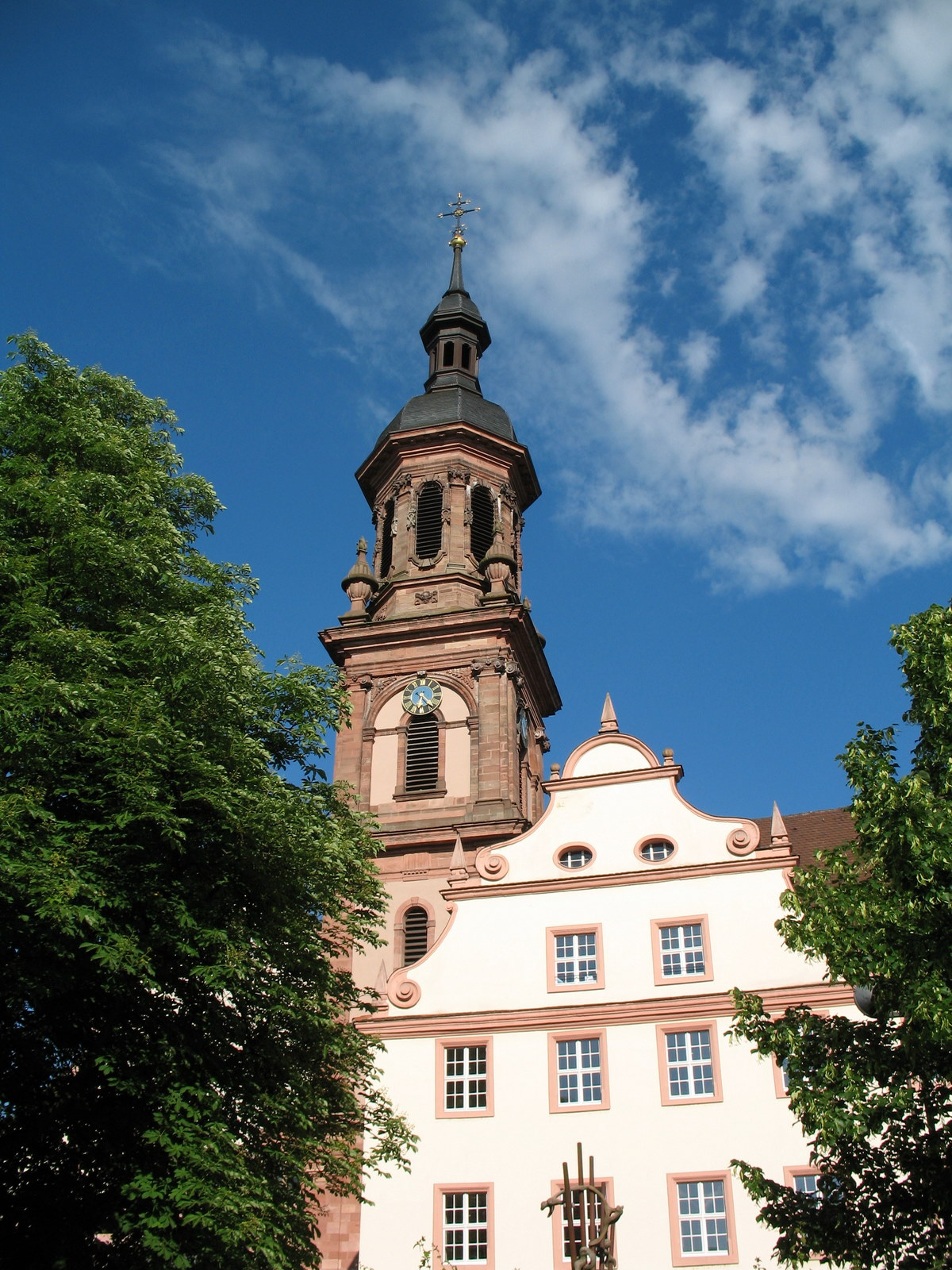